# Salvia texana
Salvia texana là một loài thực vật có hoa trong họ Hoa môi. Loài này được (Scheele) Torr. miêu tả khoa học đầu tiên năm 1858.